# حارة الكدمة (أحور)
الكدمة هي إحدى حارات حي الأنتفاضة بمدينة أحور التابعة لمحافظة أبين، بلغ تعداد سكانها 379 نسمة حسب تعداد اليمن لعام 2004.